# Magali Harvey
Magali Harvey (Québec, 16 agosto 1990) è una rugbista a 15 e allenatrice di rugby a 15 canadese, finalista alla Coppa del Mondo di rugby femminile 2014 in Francia e, nel 2015, eletta miglior giocatrice World Rugby dell'anno.

## Biografia
Francofona, Magali Harvey è figlia di Luc, politico conservatore canadese, e di Catherine Louisy, originaria di Saint Lucia: dopo aver conseguito l'abilitazione in inglese, fu alla St Francis Xavier University di Antigonish, in Nuova Scozia, per gli studi in economia e amministrazione aziendale; lì dapprima si avvicinò al calcio ma a vent'anni si dedicò a tempo pieno al rugby e aiutò la squadra dell'ateneo a vincere due titoli universitari femminili nel 2010 e nel 2012.
Nel 2010 esordì nella selezione canadese a sette a Las Vegas, e con tale rappresentativa giunse fino alla finale della Coppa del Mondo 2013 in Russia.
In quello stesso anno, il 30 luglio, esordì nella nazionale a 15 e già un anno più tardi fece parte della squadra che in Francia prese parte alla Coppa del Mondo di rugby femminile 2014, della quale a livello personale fu la miglior marcatrice con 77 punti dietro l'inglese Emily Scarratt, e collettivamente fu seconda dietro all'Inghilterra che vinse la finale di Parigi per 21-9, con lei stessa a marcare l'intero score delle canadesi.
Malgrado la sconfitta in finale, le sue prestazioni, tra cui una spettacolare meta realizzata contro la Francia dopo uno slalom di 61 metri, le valsero il neoistituito titolo di miglior giocatrice dell'anno da parte di World Rugby.
Nel 2015 fu vincitrice con la formazione Seven del torneo di rugby ai Giochi panamericani di Toronto, tuttavia un anno più tardi, relativamente a sorpresa, non fu inserita nella stessa squadra che partecipò al torneo olimpico di Rio de Janeiro.
Alla base della mancata scelta il C.T. della selezione citò i postumi di un infortunio di Harvey che a suo dire non avrebbero garantito la necessaria affidabilità; la decisione causò pesanti critiche da parte di Luc Harvey, il padre di Magali, che accusò la federazione di avere preso una pessima decisione per promuovere il rugby canadese e di non avere convocato una giocatrice che nessun'altra nazionale avrebbe mai lasciato fuori; tuttavia Magali Harvey non prese parte alla polemica e lasciò il Canada per passare sette mesi in Nuova Zelanda: lì, oltre a trovare un lavoro per mantenersi, giocò nella formazione femminile di Waikato e studiò da allenatrice.
Rientrata in patria, firmò un contratto di un anno da allenatrice della squadra dell'Université McGill e tornò come giocatrice nel Town of Mount Royal, club del Québec; ad agosto 2017 prese parte alla Coppa del Mondo in Irlanda in cui il Canada giunse quinto.
Dopo tale manifestazione, in cui giocò le sue più recenti partite internazionali, militò di nuovo all'estero e ricevette un'offerta di contratto professionistico in Spagna, che tuttavia non ebbe un seguito a causa dell'insorgere della pandemia di COVID-19; ancora a tre anni dalle sue ultime esperienze rugbistiche di rilievo fu candidata al premio di migliore giocatrice del secondo decennio istituito da World Rugby e la sua meta del 2014 contro la Francia concorse al titolo di miglior realizzazione del decennio.